# Robion
Robion is een gemeente in het Franse departement Vaucluse (regio Provence-Alpes-Côte d'Azur) en telt 3844 inwoners (1999). De plaats maakt deel uit van het arrondissement Apt.

## Geografie
De oppervlakte van Robion bedraagt 17,7 km², de bevolkingsdichtheid is 217,2 inwoners per km².
De onderstaande kaart toont de ligging van Robion met de belangrijkste infrastructuur en aangrenzende gemeenten.

## Demografie
Onderstaande figuur toont het verloop van het inwonertal (bron: INSEE-tellingen).